# 火の航跡
『火の航跡』（ひのこうせき）は、1978年5月24日から同年10月25日までフジテレビの『平岩弓枝ドラマシリーズ』枠で放送されていたテレビドラマである。放送時間は毎週水曜 21:00 - 21:54 （日本標準時）。

## 概要
平岩弓枝ドラマシリーズで初めて、夫の蒸発や殺人事件などサスペンスの要素を取り入れた作品である。この他にも歴史観（有田焼など）や、窯業家などの人間の系譜などをさり気ない形でドラマの中に取り入れながら、本作のメインテーマである『愛のあり方』と、男と女の愛の奇跡を描いて行ったサスペンスロマン調の作品。
本作でも、『女の河』『女の家庭』に続き、海外ロケ（メキシコロケ）を行っている。

## キャスト
- 城重久仁子：大原麗子
- 朝日奈耕一郎：竹脇無我（特別出演）
久仁子の義弟。
- 城重文夫：藤竜也
久仁子の夫。佐賀県有田の窯業家の長男だが、家業を継がず、カメラマンをしている。
- 城重千津（文夫の妹）：池上季実子
- 楠本（カメラマン）：井上順
- 岡本小吉（元刑事）：西村晃
- 岡本文太：岡本信人
小吉の息子で、メキシコの大使館の捜査官。
- 堀田月山：村井国夫
有田の窯業家。贋作の天才とも言われている。
- 小沢先生：村松英子
- 知子（文夫の事務所の事務員）：西川まさ子
- お清：大鹿次代
- 久仁子の伯母・安子：近松麗江
- 朝日奈淳子（耕一郎の妻）：江夏夕子
- 津島守重（久仁子の叔父）：永井智雄
- 小笠原君子（文夫のマネージャー）：岩崎加根子
- 城重彦太郎（文夫の父）：市村吉五郎
- 城重たか子（文夫の母）：市川翠扇

## スタッフ
- 原作：平岩弓枝[4]
- 脚本：平岩弓枝[4]
- 演出：大野木直之、澤井謙爾、諏佐正明[4]
- プロデューサー：大野木直之[4]
- 音楽：桑原研郎[4]
- 制作協力：フジプロダクション[4]
- 制作：フジテレビ[4]

## 放送リスト
| 話数 | 放送日         | サブタイトル          | 演出       |
| ---- | -------------- | --------------------- | ---------- |
| 1    | 1978年 5月24日 | （※サブタイトル無し） | 大野木直之 |
| 2    | 5月31日        | （※サブタイトル無し） | 大野木直之 |
| 3    | 6月7日         | （※サブタイトル無し） | 澤井謙爾   |
| 4    | 6月14日        | （※サブタイトル無し） | 諏佐正明   |
| 5    | 6月21日        | （※サブタイトル無し） | 諏佐正明   |
| 6    | 6月28日        | （※サブタイトル無し） | 澤井謙爾   |
| 7    | 7月5日         | 何処へ                | 澤井謙爾   |
| 8    | 7月12日        | 離婚届                | 諏佐正明   |
| 9    | 7月19日        | 形ばかりの法事        | 諏佐正明   |
| 10   | 7月26日        | 消えた壺              | 澤井謙爾   |
| 11   | 8月2日         | ヘラクルスの謎        | 澤井謙爾   |
| 12   | 8月9日         | 千津という娘          | 澤井謙爾   |
| 13   | 8月16日        | 軽井沢殺人事件        | 諏佐正明   |
| 14   | 8月23日        | 崩れないアリバイ      | 澤井謙爾   |
| 15   | 8月30日        | 糸が切れた            | 澤井謙爾   |
| 16   | 9月6日         | 病院殺人事件          | 諏佐正明   |
| 17   | 9月13日        | 再びメキシコへ        | 諏佐正明   |
| 18   | 9月20日        | ティオティワカンへ    | 澤井謙爾   |
| 19   | 9月27日        | 死者の道              | 諏佐正明   |
| 20   | 10月4日        | 地の果てへ            | 澤井謙爾   |
| 21   | 10月11日       | 近づいた機影          | 澤井謙爾   |
| 22   | 10月18日       | 別れのとき            | 澤井謙爾   |
| 23   | 10月25日       | 明日ある限り          | 諏佐正明   |